# Antioch (Ohio)
Antioch è un villaggio degli Stati Uniti d'America, situato nello stato dell'Ohio, nella contea di Monroe.